# Juan Camilo Zúñiga
Pour les articles homonymes, voir Zúñiga.
Juan Camilo Zúñiga Mosquera, né le 14 décembre 1985 à Chigorodó (Colombie), est un ancien footballeur international colombien, qui a notamment évolué au SSC Naples. Au cours de sa carrière, il a évolué à l'Atlético Nacional de 2002 à 2008, avant d’y retourner en 2018 avant de prendre sa retraite, il a également évolué à Sienne ainsi qu'en équipe de Colombie.
Zúñiga marque un but lors de ses soixante-et-une sélections avec l'équipe de Colombie. Il participe à la Copa América en 2007, 2011 et 2015 et à la Coupe du monde en 2014 avec l'équipe de Colombie.

## Carrière

### Atlético Nacional
Il commence sa carrière de footballeur professionnel en 2002 avec le club de l'Atlético Nacional, il y reste 7 saisons en remportant 3 titres nationaux et ayant fait 123 matchs et 9 buts.

### Sienne
Durant l'été 2008, Zúñiga rejoint les rangs de Sienne en Italie pour un montant de 3 millions d'euros. Il se met en avant dans la ville de Toscane en faisant de superbes prestations, et attirant l'attention de nombreux clubs, collectionnant 28 matchs mais 0 but en championnat.

### Arrivée au Napoli
Le 9 juillet 2009, le SSC Napoli le recrute à titre définitif où il signe un contrat jusqu'en 2014. Il commence son premier match sous les couleurs des Azzurri le 23 août 2009 dans le premier match de Série A contre Palerme, remplaçant en cours de jeu l'Argentin Jesús Dátolo. Il finit sa première saison avec les partenopei en ayant effectué 22 matchs.
Rangé souvent comme milieu gauche, le 20 février 2011, il réalise son premier but avec les Napolitains dans le match à domicile au Stadio San Paolo contre l'équipe sicilienne du Catane (1-0) en étant l'homme du match.
Le 15 mai 2011 lors de la dernière journée de championnat, il réalise son second but contre l'Inter Milan (1-1) et qualifiant ainsi Naples pour la Ligue des champions en terminant troisième. Cela faisait 21 ans que le club n'avait pas atteint un tel niveau. Son début dans la plus haute compétition européenne commence le 14 septembre 2011 lors du premier match de poule du Groupe de la Mort contre Manchester City à l'Etihad Stadium (1-1).
Le 20 mai 2012, il remporte la Coupe d'Italie, lors de la victorieuse finale de Rome, en étant titulaire tout le match contre le champion en titre d'Italie, la Juventus (2-0).

#### Prêt à Bologne
Le 15 janvier 2016, il est prêté pour six mois au Bologne FC.

### Colombie
Il participe à la Coupe du monde de football des moins de 20 ans 2005 avec l'Équipe de Colombie de football des moins de 20 ans, ils se feront éliminer par l'Argentine. Il est convoqué dans l'équipe majeure le 9 mars 2005 lors du match amical contre les États-Unis à Los Angeles où les Américains la remporteront 3 buts à 0. Il participe à la Copa América 2007 et prend part également aux qualifications pour la Coupe du monde de football 2010 mais la Colombie n'y arrivera pas.
Disputant titulaire la Copa América 2011, la Colombie passe son groupe mais est éliminée par le Pérou, 2 à 0 lors des temps supplémentaires.
Le 7 septembre 2012, il marque son premier but sous les couleurs colombiennes, lors du match de qualification pour la Coupe du monde de football 2014 au Brésil contre l'Uruguay, avec un superbe une-deux avec son compatriote Falcao, enchaînant ensuite avec un petit pont sur Álvaro Pereira et fusillant un tir puissant qui passe entre les jambes du gardien uruguayens Muslera et le ballon finit son parcours dans les filets, il signera ainsi le fabuleux succès 4-0.
Le 4 juillet 2014, il blesse lors du match de quart de finale Brésil / Colombie du mondial 2014, le leader de l'équipe brésilienne Neymar lui fracturant une vertèbre d'un coup de genou dans le dos : à la suite de cet incident, il a reçu plusieurs menaces de suspension.

### Palmarès

#### En équipe nationale
- 61 sélections et 1 but avec l'équipe de Colombie depuis 2005

#### SSC Naples
- Vainqueur de la Coupe d'Italie en 2012